# 決戰玄武門
《決戰玄武門》（英語：The Foundation）是香港電視廣播有限公司拍攝製作的古裝武打劇集，全劇共20集，監製王天林。
此劇於1985年10月下午，1988年4月及1990年10月中午在翡翠台重播。

## 演員表

### 唐室
- 張英才 飾 唐高祖李淵
- 翁美玲 飾 秦惜惜
- 苗僑偉 飾 李世民
- 欧陽震华 飾 李建成
- 湯鎮業 飾 李元吉
- 李建川 飾 竇國舅
- 劉妙玲 飾 竇昭儀
- 景黛音 飾 李洛云 / 公主

### 昊天門
- 關海山 飾 任嘯天
- 朱鐵和 飾 司馬恆
- 楊炎棠 飾 古立然
- 黃允材 飾 李翊
- 黃日華 飾 江　豐
- 麥子雲 飾 昊天門門人
- 吳博君 飾 昊天門門人
- 黃宗賜 飾 昊天門門人
- 馮　吉 飾 昊天門門人

### 七星門
- 江　毅 飾 余非我
- 何貴林
- 馮　吉 飾 混入昊天門的臥底

### 其他
- 惠天賜 飾 孟青平
- 余綺霞 飾 薛湘蕓
- 秦　煌 飾 虬髯客
- 呂有慧 飾 红拂女
- 劉　江 飾 李　靖
- 高妙思 飾 杜月娥
- 白文彪 飾 江豐父
- 吳啟華
- 吳君如
- 陶大宇
- 吳鎮宇
- 商天娥
- 劉青雲
- 吳孟達
- 關禮傑
- 黃一飛

## 軼事
在這個故事中，翁美玲展示了她出色的演技。她在劇中扮演的角色秦惜惜只是一個普通的鄉下女孩，與之前飾演的黃蓉完全不同。她在此劇中演出鄉下女孩的乾淨又溫柔，展現她多元的演技。

## 影碟發行
以下所有影碟發行均由電視廣播(國際)有限公司授權：
香港發行代理商現代音像(國際)有限公司於2001年推出發行了《決戰玄武門》VCD影碟零售版本，此影碟將已播放的集數並製作成12隻碟作為片段完整及無刪剪版本，每隻碟跟電視劇的每集片長約60分鐘一樣，設有粵語及國語發音版本並配上繁體中文字幕。
台灣發行代理商弘音多媒體科技股份有限公司於2007年推出發行了《決戰玄武門》DVD影碟零售版本，此影碟燒錄VCD香港版的12隻碟作為集數，設有粵語及國語發音版本並配上非隱藏繁體中文字幕。

## 電視節目的變遷
| 上一套： 黃金約會 -1月9日 | 翡翠台第三綫劇集(1984) 決戰玄武門 2月6日-3月2日 | 翡翠台第三綫劇集(1984) 決戰玄武門 2月6日-3月2日 | 下一套： 天師執位 3月5日- |

| 香港無綫電視翡翠台 星期一至五 20:30-21:30 時段 | 香港無綫電視翡翠台 星期一至五 20:30-21:30 時段 | 香港無綫電視翡翠台 星期一至五 20:30-21:30 時段 |
| ---------------------------------------------- | ---------------------------------------------- | ---------------------------------------------- |
|                                                | 決戰玄武門 (1984.02.06 - 1984.03.02)           |                                                |
| 黃金約會 (1984.01.09 - 1984.02.03)             | 天師執位 (1984.03.05 - 1984.03.30)             |                                                |